# Apicia mediosignata
Apicia mediosignata är en fjärilsart som beskrevs av Louis Beethoven Prout 1916. Apicia mediosignata ingår i släktet Apicia och familjen mätare. Inga underarter finns listade i Catalogue of Life.